# حیدرنجفی‌فر
مهندس ،مدیر اجرایی،سیاستمدار ایرانی، حاج حیدر نجفی فر 
متولد ۱۳۳۴/۰۴/۰۳
درگذشته ۱۴۰۲/۰۴/۰۹
محل تولد رامهرمز روستای دوپیران
1. 1 2  [پیوند مرده]